# Batman przyszłości
Batman przyszłości (ang. Batman of the Future – wersja w Europie, Ameryce Łacińskiej, Australii i Nowej Zelandii; Batman Beyond – wersja amerykańska) – amerykański serial animowany, którego akcja dzieje się 50 lat po wydarzeniach serialu Batman: TAS (1992-1995).

## Fabuła
W pierwszym odcinku widz dowiaduje się, że 20 lat wcześniej Bruce Wayne, z powodu zaawansowanego wieku i problemów zdrowotnych, zrezygnował z roli Batmana. Bruce stara się utrzymać kontrolę nad swoją firmą, WayneCorp, którą częściowo przejął bezwzględny miliarder Derek Powers, przemianowując ją na Wayne-Powers. Powers potajemnie finansuje badania nad bronią biologiczną, co odkrywa jeden z jego pracowników, Warren McGinnis, za co płaci życiem. Jego syn, Terry McGinnis, przypadkowo spotyka Bruce'a Wayne'a, gdy ucieka przed gangiem Jokerów. Bruce pomaga Terry'emu, ale nadwyręża swoje siły, więc młodzieniec odprowadza go do rezydencji Wayne'ów. Tam odkrywa Bat-Jaskinię i dowiaduje się, że Bruce był niegdyś Batmanem. Kierowany chęcią zemsty za śmierć ojca, Terry bez zgody zakłada nowoczesny kostium Batmana, by ukarać winnych. Okazuje się, że za zabójstwem stoi Derek Powers, który w wyniku własnych działań zostaje narażony na działanie broni chemicznej. Choć przeżywa dzięki szybkiemu leczeniu, jego ciało staje się radioaktywne, a on sam przyjmuje tożsamość Blighta, stając się głównym antagonistą nowego Batmana.

## Odcinki

### Spis odcinków
| Nr | Polski tytuł                 | Angielski tytuł              |
| --- | ---------------------------- | ---------------------------- |
| |                              |                              |
| SERIA PIERWSZA |                              |                              |
| |                              |                              |
| 01 | Odrodzenie                   | Rebirth                      |
| 02 | Odrodzenie                   | Rebirth                      |
| |                              |                              |
| 03 | Sabotaż                      | Black Out                    |
| |                              |                              |
| 04 | Golem                        | Golem                        |
| |                              |                              |
| 05 | Czas zwycięstwa              | The Winning Edge             |
| |                              |                              |
| 06 | Trefna karta                 | Dead Man’s Hand              |
| W Gotham pojawia się Karciany Gang. Jednocześnie po zerwaniu z Daną, w życiu Terry'ego pojawia się nowa dziewczyna, Melanie Walker, zakochana w nim piękna blondynka. Terry i Melanie zaczynają się spotykać, jednak chłopak nie wie że dziewczyna należy do gangu. |                              |                              |
| 07 | Przemiana                    | Meltdown                     |
| |                              |                              |
| 08 | Bohaterowie                  | Heroes                       |
| |                              |                              |
| 09 | Urzeczeni                    | Spellbound                   |
| |                              |                              |
| 10 | Zgrzyt                       | Shriek                       |
| |                              |                              |
| 11 | Dotyk Kurary                 | A Touch Of Curaré            |
| |                              |                              |
| 12 | Znikająca Inka               | Disappearing Inque           |
| |                              |                              |
| 13 | Droga do władzy              | Ascension                    |
| |                              |                              |
| SERIA DRUGA |                              |                              |
| |                              |                              |
| 14 | Zakręceni                    | Splicers                     |
| |                              |                              |
| 15 | Sejsmita                     | Earth Mover                  |
| |                              |                              |
| 16 | Szalona przejażdżka          | Joyride                      |
| |                              |                              |
| 17 | Zagubiona dusza              | Lost Soul                    |
| |                              |                              |
| 18 | Tajny plan                   | Hidden Agenda                |
| |                              |                              |
| 19 | Krwawy sport                 | Bloodsport                   |
| |                              |                              |
| 20 | Kto raz się sparzy           | Once Burned                  |
| W życiu Terry'ego ponownie zjawia się Melanie która potrzebuje jego pomocy. Dziewczyna, która wciąż jest w nim zakochana, chce także ponownie rozpalić ich miłość.                                                                                                  |                              |                              |
| 21 | W sieci                      | Hooked Up                    |
| |                              |                              |
| 22 | Szczury                      | Rats!                        |
| |                              |                              |
| 23 | Wymiana myśli                | Mind Games                   |
| |                              |                              |
| 24 | Zły duch                     | Revenant                     |
| |                              |                              |
| 25 | Kamerton                     | Babel                        |
| |                              |                              |
| 26 | Randka z robotem             | Terry’s Friend Dates A Robot |
| |                              |                              |
| 27 | Naoczny świadek              | Eyewitness                   |
| |                              |                              |
| 28 | Odtąd razem                  | Final Cut                    |
| |                              |                              |
| 29 | Ostatnia deska ratunku       | The Last Resort              |
| |                              |                              |
| 30 | Pancernik                    | Armory                       |
| |                              |                              |
| 31 | Z ukrycia wzięte             | Sneak Peek                   |
| |                              |                              |
| 32 | Jajowlak                     | The Eggbaby                  |
| |                              |                              |
| 33 | Zeta                         | Zeta                         |
| |                              |                              |
| 34 | Zaraza                       | Plague                       |
| |                              |                              |
| 35 | April Moon                   | April Moon                   |
| |                              |                              |
| 36 | Strażnicy Odległej Galaktyki | Sentries Of The Last Cosmos  |
| |                              |                              |
| 37 | Mściciel                     | Payback                      |
| |                              |                              |
| 38 | Gdzie jest Terry?            | Where’s Terry?               |
| |                              |                              |
| 39 | As w rękawie                 | Ace In The Hole              |
| |                              |                              |
| SERIA TRZECIA |                              |                              |
| |                              |                              |
| 40 | Wielki Hicior                | Big Time                     |
| |                              |                              |
| 41 | Nietykalny                   | Untouchable                  |
| |                              |                              |
| 42 | Królewski okup               | King’s Ransom                |
| |                              |                              |
| 43 | Zdrada                       | Betrayal                     |
| |                              |                              |
| 44 | Zjawa z przeszłości          | Out Of The Past              |
| |                              |                              |
| 45 | Nie rozgłaszaj zła           | Speak No Evil                |
| |                              |                              |
| 46 | Córunia Inki                 | Inqueling                    |
| |                              |                              |
| 47 | Zdemaskowany                 | Unmasked                     |
| |                              |                              |
| 48 | Klątwa Kobry                 | Curse Of The Kobra           |
| 49 | Klątwa Kobry                 | Curse Of The Kobra           |
| |                              |                              |
| 50 | Wezwanie                     | The Call                     |
| 51 | Wezwanie                     | The Call                     |
| |                              |                              |
| 52 | Odliczanie                   | Countdown                    |
| |                              |                              |

## Komiks
W Ameryce firma DCAU wprowadziła na rynek w 1999 roku komiks o przygodach Terry’ego „Batman Beyond”. Miał on miejsce w tym samym uniwersum co serial, ale był przeznaczony dla młodszych czytelników. Seria trwała od marca 1999 do października 2001 roku i obejmowała 24 numery.
Terry wystąpił także w Superman Adventures #64, wydanym przez DC gdzie wspólnie z Supermanem walczył z Brainiac Beyond.
Oficjalny występ Terry’ego/Batmana w universum DC, miał miejsce dopiero w Superman/Batman #22, wydanym w 2005 roku. Jednak wskutek błędu zamiast Terry był nazywany Tim. Jego świat został wtedy uznany za alternatywną przyszłość.

## Film
- Batman: Powrót Jokera – kinowa wersja serialu